# Беф-Гаран
Беф-Гаран, или Беф-Гарам (с др.-евр. בית הרם‬ «горный дом» ; «возвышенное, горное место» ) — библейский (ветхозаветный), первоначально аморейский город в уделе израильского колена Гадова на восточной стороне Иордана (против Иерихона), построенный во времена Моисея (Нав. 13:27). сирийцами назывался Беф-Рамфа. Был расширен и украшен при Ироде Антипе и назван Ливиас (Юлиас) — в честь Ливии Юлии, жены императора Августа. Иосиф Флавий, Птоломей и Страбон упоминают об этом городе.
В Ливиасе, в первые времена христианства, находилась христианская церковь, город был местопребыванием христианского епископа, и имена некоторых епископов сохранились.

## Свидетельства
В книге Чисел (Чис. 32:36) говорится, что это был город укреплённый, имевший загоны для овец.
По свидетельству Иеронима, Беф-Гаран сирийцами назывался Беф-Рамфа, а впоследствии Ирод Великий назвал его Ливиас, в честь дочери Августа. Слово Ливиас встречается на некоторых римских монетах, которые сохранились до нашего времени от времён Августа.
По Флавию, Ирод Антипа назвал город Юлиадой, в честь Юлии, жены кесаря.